# Angel of mine (single van Frank Duval)
Angel of mine is een single van Frank Duval & Orchestra. Het is afkomstig van zijn gelijknamige album. Het nummer is geschreven door Frank Duval (muziek) zelf met zijn toenmalige vriendin (later vrouw) Kalina Maloyer (tekst). Van het nummer is ook een Duitse versie onder de titel Engel der Nacht.
Duval schreef muziek voor onder meer Derrick. Angel of mine was te horen in de aflevering Derrick Dem Mörder eine Kerze (in Duitsland voor het eerst uitgezonden op 21 november 1980). Aangezien hij vaak de muziek schreef (en uitvoerde) voor de gehele aflevering werd destijds de toevoeging "and Orchestra" vermeld. Toen Angel of mine op single werd uitgebracht, werd het een groot succes in Duitssprekende landen. Echter ook in een land als Brazilië ging het grif over de toonbank, het zou daar meer dan 750.000 keer verkocht worden.

## Hitnotering
In Duitsland, Oostenrijk en Zwitserland stond het lied wekenlang in de hitparades waarbij ook de nummer 1-positie werd gehaald. In België bleef het een eendagsvlieg voor de artiest. Daar hield Making your mind up van Bucks Fizz het van een eerste plaats af. In Nederland werd de plaat veel gedraaid op Hilversum 3 en werd een grote hit. De plaat bereikte de nummer 1-positie in de Nederlandse Top 40 en de Nationale Hitparade.

### Nederlandse Top 40
| Positie: | 30 | 8 | 6 | 2 | 2 | 1 | 1 | 3 | 8 | 18 | 31 | uit |

### Nationale Hitparade
| Positie: | 3 | 2 | 2 | 1 | 2 | 5 | 11 | 21 | 31 | 39 | uit |

### BelgischeBRT Top 30
| Positie: | 20 | 8 | 4 | 3 | 4 | 2 | 2 | 6 | 11 | 20 | uit |

### Voorloper VlaamseUltratop 30
| Positie: | 22 | 8 | 5 | 3 | 3 | 2 | 2 | 3 | 7 | 15 | 25 | 40 | uit |

### NPO Radio 2 Top 2000
Angel of mine stond alleen in 2001 in de NPO Radio 2 Top 2000, op plek 1665.